# Erannis progressiva
Erannis progressiva là một loài bướm đêm trong họ Geometridae.